# LyddAir
LyddAir ist eine britische Charterfluggesellschaft mit Sitz und Basis am Flughafen Lydd. Das Unternehmen ist eine hundertprozentige Tochtergesellschaft von Atlantic Bridge Aviation Limited (ABA). Sie betreibt Charterpassagierdienste, Luftcharter- und Luftfrachtdienste sowie ein ACMI- oder fractional ownership.

## Geschichte
Die Fluggesellschaft wurde im Juni 1997 gegründet und nahm bald ihren Betrieb auf. Jonathan Gordon (Geschäftsführer von LyddAir) erwarb den Flughafen Lydd im Juni 1996 und gründete ein Jahr später Sky-Trek Airlines als hundertprozentige Tochtergesellschaft seiner Luftfahrtberatung Atlantic Bridge Aviation. Sie wurde im April 2002 als LyddAir neu gestartet. Die Fluggesellschaft ist vollständig im Besitz von South East Airports und hat sieben Mitarbeiter (Stand März 2007).
Nachdem das britische Unternehmen LyddAir seit 1997 Charterflüge nach Le Touquet-Paris-Plage durchgeführt hat, betreibt es seit 2014, von Freitag bis Sonntag das ganze Jahr über, eine Linie zwischen dem Flughafen Touquet-Côte d’Opale und dem Flughafen Lydd-Kent, hauptsächlich von Golfern frequentiert. Im November 2018 wurde bekannt gegeben, dass die Fluggesellschaft die Linienflüge eingestellt hat und sich zukünftig nur auf Charterflüge konzentriert.

## Flotte
Die Flotte von LyddAir besteht mit Stand vom August 2024 aus einer Piper PA-31-350 Navajo Chieftain und einer Beechcraft Super King Air 200.

## Ehemalige Flugzeugtypen
- Raytheon BeechJet 400A[6]